# André Taymans
André Taymans (België, 14 juli 1967) is een Belgisch striptekenaar en scenarist. Hij maakt zijn eigen stripreeks Caroline Baldwin. Hij werkte ook aan reeksen als Lefranc en Snoesje. 

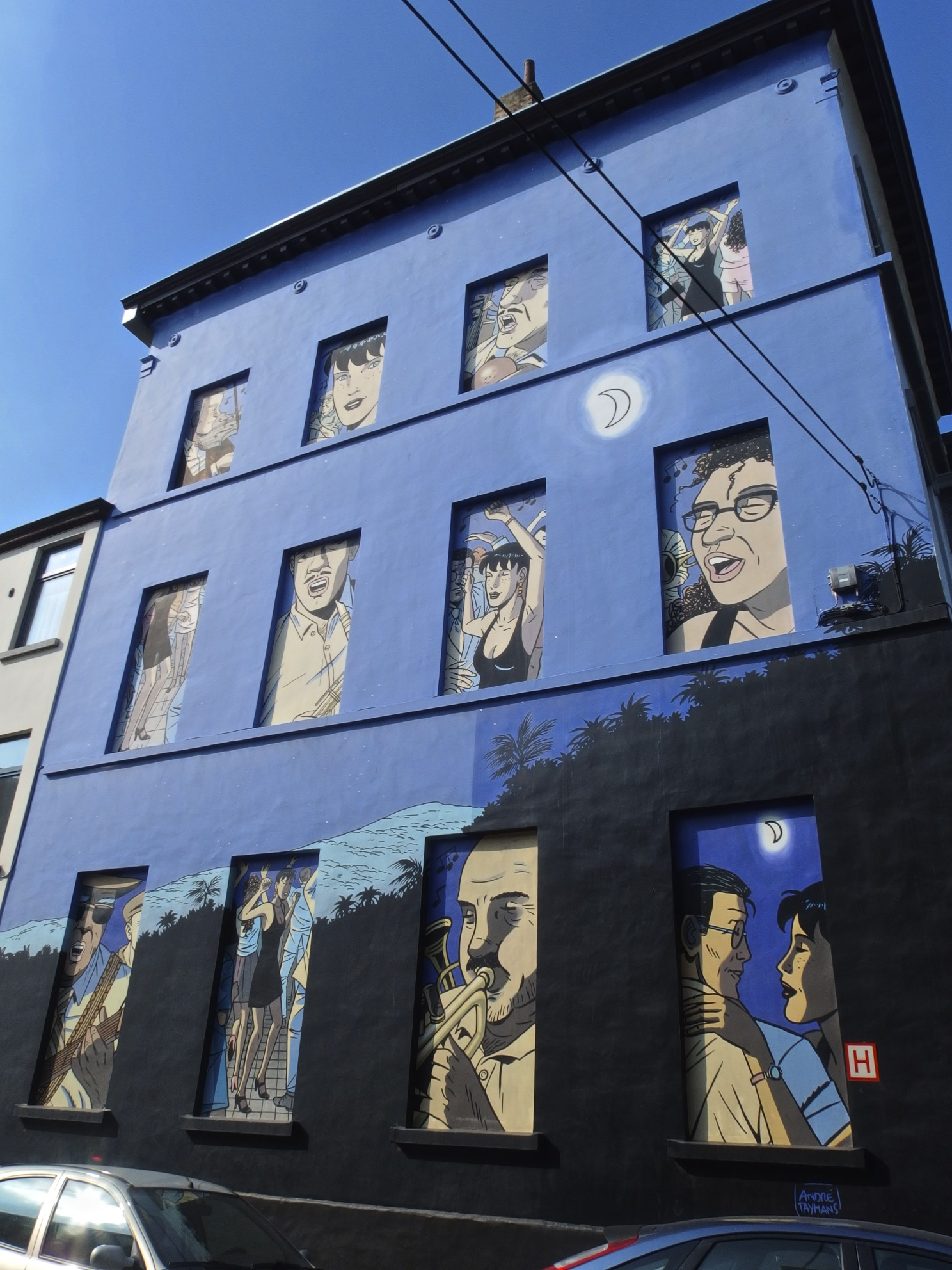
Stripmuur van de reeks Caroline Baldwin in Brussel.

## Carrière
Taymans studeerde aan het Institut Saint-Luc in Brussel.
In 1990 maakte hij samen met Jean-Claude de la Royère een adaptatie van Les Compagnons de la Peur voor Éditions Lefrancq. In 1991 illustreerde hij verschillende boeken onder meer voor Le Lombard. In 1992 volgde Taymans Griffo op als tekenaar voor de detectivereeks Munro bij uitgeverij Dupuis.
Tussen 1993 en 1997 maakte hij met Rudi Miel de kinderserie De avonturen van Charlotte, die in Le Soir werd voorgepubliceerd en door Casterman in albumvorm werd uitgegeven.
Van 1995 tot 1997 maakte hij eveneens bij Casterman de kinderserie Bouchon, le petit cochon samen met Di Giorgio.
In 1996 bedacht Taymans een reeks over een detective die hiv-positief was: Caroline Baldwin. De reeks werd gepubliceerd door Casterman. Hij deed hiervoor zowel de scenario's als het tekenwerk. Er zijn anno 2019 achttien delen verschenen.
In september 2003 kreeg zijn stripfiguur een stripmuur in Brussel  aan de Rue de la Poudrière/Kruitmolenstraat.
Met Corine Jamar maakte Taymans drie albums in de reeks De dochters van Afrodite tussen 1999 en 2002. In 2000 maakte hij het verhaal Les Tribulations de Roxane voor Point Image en werkte hij op scenario van Patrick Delperdange aan de reeks MacNamara (2000-2001). In 2002 leverde hij samen met Jamar het scenario aan voor  zijn vaste inkleurder Bruno Wesel over het spel Les Incollables.
In 2004 en 2005 schreef Taymans de scenario's voor La Fugitive getekend door Éric Lenaerts. In 2004 tekende hij weer op scenario van Delperdange de one-shot Assassine.
Tussen 2006 en 2008 herstartte Taymans samen met Raymond Macherot diens klassieke reeks Snoesje, waarvoor hij vijf albums maakte.
In de periode 2006-2010 maakte Taymans geholpen door Erwin Drèze een drietal albums in de reeks Lefranc, te weten De meester van het atoom (2006), Londen in gevaar (2008) en De vervloeking (2010).